# North Country Blues
Pistes de The Times They Are a-Changin'
One Too Many Mornings Only a Pawn in Their Game
North Country Blues est une chanson de Bob Dylan, parue en 1964 sur son troisième album, The Times They Are a-Changin'.
Dylan y relate la mort d'une ville minière à travers les yeux d'une femme d'ouvrier : sa mère meurt de maladie, son père et son frère se tuent au travail, et son mari la quitte lorsque la mine locale est fermée, ne rapportant plus assez par rapport aux mines sud-américaines « où les mineurs travaillent presque pour rien ». Elle prédit que ses enfants la quitteront lorsqu'ils seront assez âgés, « car il n'y a plus rien ici pour les retenir ».
Joan Baez a repris North Country Blues sur son album de reprises de Dylan Any Day Now, sorti en 1968.